# Le Chemineau (film)
Pour les articles homonymes, voir Le Chemineau.
Pour plus de détails, voir Fiche technique et Distribution.
Le Chemineau est un film français de Fernand Rivers sorti en 1935, basé sur la pièce de Jean Richepin créée en 1897.

## Synopsis
Un chemineau, un vagabond, revient vingt ans après dans le village où il avait séduit une jeune fille. Il oblige le père de celle-ci à la marier.

## Fiche technique
- Réalisation : Fernand Rivers
- Scénario :  d'après l'œuvre de Jean Richepin
- Photographie : Jean-Pierre Mundviller
- Montage : Darlowe
- Musique : Tiarko Richepin
- Production : Fernand Rivers
- Pays de production :  France
- Format : Noir et blanc - Son mono - 1,37:1
- Genre : Drame
- Durée : 85 min
- Date de sortie : 
  - France : 21 novembre 1935

## Distribution
- Victor Francen : Le chemineau
- Tania Fédor : Toinette
- Jane Marken : Catherine
- Rivers Cadet : Thomas
- Georges Colin : François
- Eymont : Toinet
- Armand Lurville : Master Pierre
- Lucy Léger : Aline
- Georges Morton : Martin